# Microplana viridis
Microplana viridis is een platworm (Platyhelminthes). De worm is tweeslachtig. De soort leeft in of nabij zoet water.
Het geslacht Microplana, waarin de platworm wordt geplaatst, wordt tot de familie Geoplanidae gerekend. De wetenschappelijke naam van de soort werd, als Amblyplana viridis, voor het eerst geldig gepubliceerd in 1907 door Jameson.